# Findlay, Illinois
Findlay är en ort i Shelby County i delstaten Illinois, USA.